# Niesporczaki Ukrainy
Niesporczaki Ukrainy – ogół taksonów zwierząt z typu niesporczaków (Tardigrada), których występowanie stwierdzono na terenie Ukrainy.
Fauna nisporczaków została na Ukrainie słabo przebadana. Checklistę wszystkich dotąd wykazanych z tego kraju gatunków opublikowali w 2011 roku Giovanni Pilato, Jewgen Kiosja, Oskar Lisi i Valentyna Inshyna. Obejmuje ona 108 gatunków z 32 rodzajów i 12 rodzin.

## Gromada:Heterotardigrada

### Rząd:Arthrotardigrada

#### Rodzina:Batillipedidae
- Batillipes sp., prawdopodobnie Batillipes mirus

#### Rodzina:Halechiniscidae
- Florarctus sp.

#### Rodzina:Stygarctidae
- Megastygarctides sp., prawdopodobnie Megastygarctides setoloso

### Rząd:Echiniscoidea

#### Rodzina:Echiniscoididae
- Echiniscoides sp., prawdopodobnie Echiniscoides sigismundi

#### Rodzina:Echiniscidae
- Bryodelphax parvulus
- Bryodelphax weglarskae
- Cornechiniscus cornutus
- Echiniscus blumi
- Echiniscus glaber
- Echiniscus granulatus
- Echiniscus kerguelensis
- Echiniscus laponicus
- Echiniscus merokensis
- Echiniscus militaris
- Echiniscus quadrispinosus
- Echiniscus reticulatus
- Echiniscus spiniger
- Echiniscus tessellatus
- Echiniscus testudo
- Echiniscus wendti
- Parechiniscus chitonides
- Parechiniscus suillus
- Pseudechiniscus victor
- Testechiniscus spitzbergensis

## Gromada:Eutardigrada

### Rząd:Apochela

#### Rodzina:Milnesiidae
- Milnesium tardigradum

### Rząd:Parachela

#### Rodzina:Calohypsibiidae
- Calohypsibius ornatus

#### Rodzina:Isohypsibiidae
- Isohypsibius asper
- Isohypsibius austriacus
- Isohypsibius deconincki
- Isohypsibius granulifer
- Isohypsibius lunulatus
- Isohypsibius marcellinoi
- Isohypsibius nodosus
- Isohypsibius papillifer
- Isohypsibius pappi
- Isohypsibius prosostomus
- Isohypsibius sattleri
- Isohypsibius schaudini
- Isohypsibius tetradactyloides
- Isohypsibius tuberculatus
- Isohypsibius vejdovskyi
- Pseudobiotus megalonyx
- Thulinius augusti

#### Rodzina:Ramazzottidae
- Hebesuncus conjugens
- Ramazzottius oberhaeuseri
- Ramazzottius semisculptus
- Ramazzottius subanomalus
- Ramazzottius tribulosus

#### Rodzina:Hypsibiidae
- Astatumen trinacriae
- Borealibius zetlandicus
- Diphascon alpinum
- Diphascon belgicae
- Diphascon brevipes
- Diphascon bullatum
- Diphascon chilenense
- Diphascon higginsi
- Diphascon oculatum
- Diphascon pingue
- Diphascon prorsirostre
- Diphascon ramazzotti
- Diphascon scoticum
- Diphascon stappersi
- Hypsibius arcticus
- Hypsibius convergens
- Hypsibius dujardini
- Hypsibius hypostomus
- Hypsibius microps
- Hypsibius pallidoides
- Hypsibius pallidus
- Hypsibius runae
- Hypsibius scabropygus
- Itaquascon placophorum
- Mesocrista spitzbergensis

#### Rodzina:Macrobiotidae
- Macrobiotus aripharyngealis
- Macrobiotus diffisus
- Macrobiotus diversus
- Macrobiotus echinogenitus
- Macrobiotus glebkai
- Macrobiotus grandis
- Macrobiotus harmswarothi
- Macrobiotus hufelandi
- Macrobiotus islandicus
- Macrobiotus komareki
- Macrobiotus montanus
- Macrobiotus nuragicus
- Macrobiotus occidentalis
- Macrobiotus pallarii
- Macrobiotus persimilis
- Macrobiotus polonicus
- Macrobiotus rubens
- Macrobiotus sapiens
- Macrobiotus virgatus
- Minibiotus aculeatus
- Minibiotus furcatus
- Minibiotus intermedius
- Paramacrobiotus aerolatus
- Paramacrobiotus richtersi
- Pseudohexapodidius degenerans
- Richtersius coronifer
- Tenuibiotus bozhkae
- Tenuibiotus willardi
- Xerobiotus euxinus

#### Rodzina:Murayidae
- Dactylobiotus ambiguus
- Dactylobiotus dispar
- Dactylobiotus macronyx
- Murayon hastatus
- Murayon hibernicus
- Murayon pullari